# بولما
بولما (نام علمی: Bolma) نام یک سرده از تیره حلزون‌های دستارپوش است.